# Zuidelijke hoornraaf
De zuidelijke hoornraaf of zuidelijke grondneushoornvogel (Bucorvus leadbeateri syn. Bucorvus cafer) behoort tot het geslacht van de hoornraven (Bucorvus) en de familie van de Bucorvidae. Het zijn grote zwarte vogels die voornamelijk op de grond leven in verschillende landen in Afrika tot in Zuid-Afrika, zuidelijker dan de zustersoort noordelijke hoornraaf. Deze vogel is genoemd naar de  Britse natuuronderzoeker Benjamin Leadbeater (1773-1851).

## Beschrijving
De zuidelijke hoornraaf heeft een lichaamslengte van 100 cm en in vlucht een spanwijdte van bijna twee meter. De vogel is diepzwart van kleur. De handpennen van de vleugels zijn echter wit. Als de vogel niet vliegt is dit nauwelijks te zien omdat de vleugeldekveren zwart zijn. Alleen in vlucht worden de witte slagpennen plotseling zichtbaar. Er is weinig verschil tussen de seksen. Net als bij neushoornvogels hebben de vogels een naakte huid rond het oog en een onbevederde keelzak. Bij zowel mannetjes als vrouwtjes is deze keelzak overwegend rood, bij onvolwassen vogels is die grauwbruin. Vrouwtjes zijn gemiddeld wat kleiner en hebben een minder duidelijke "hoorn" op de bovensnavel dan het mannetje.

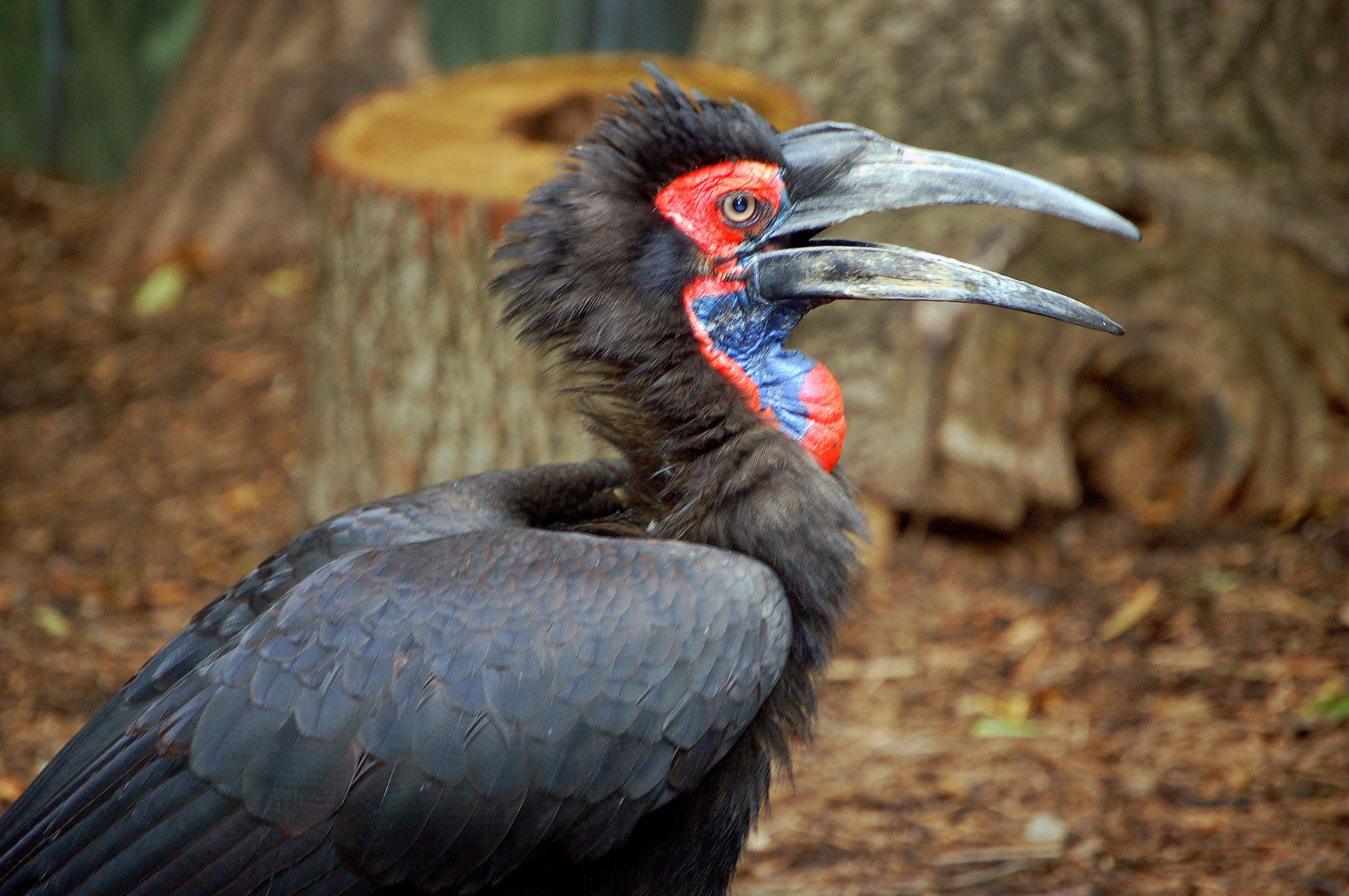
Vrouwtje
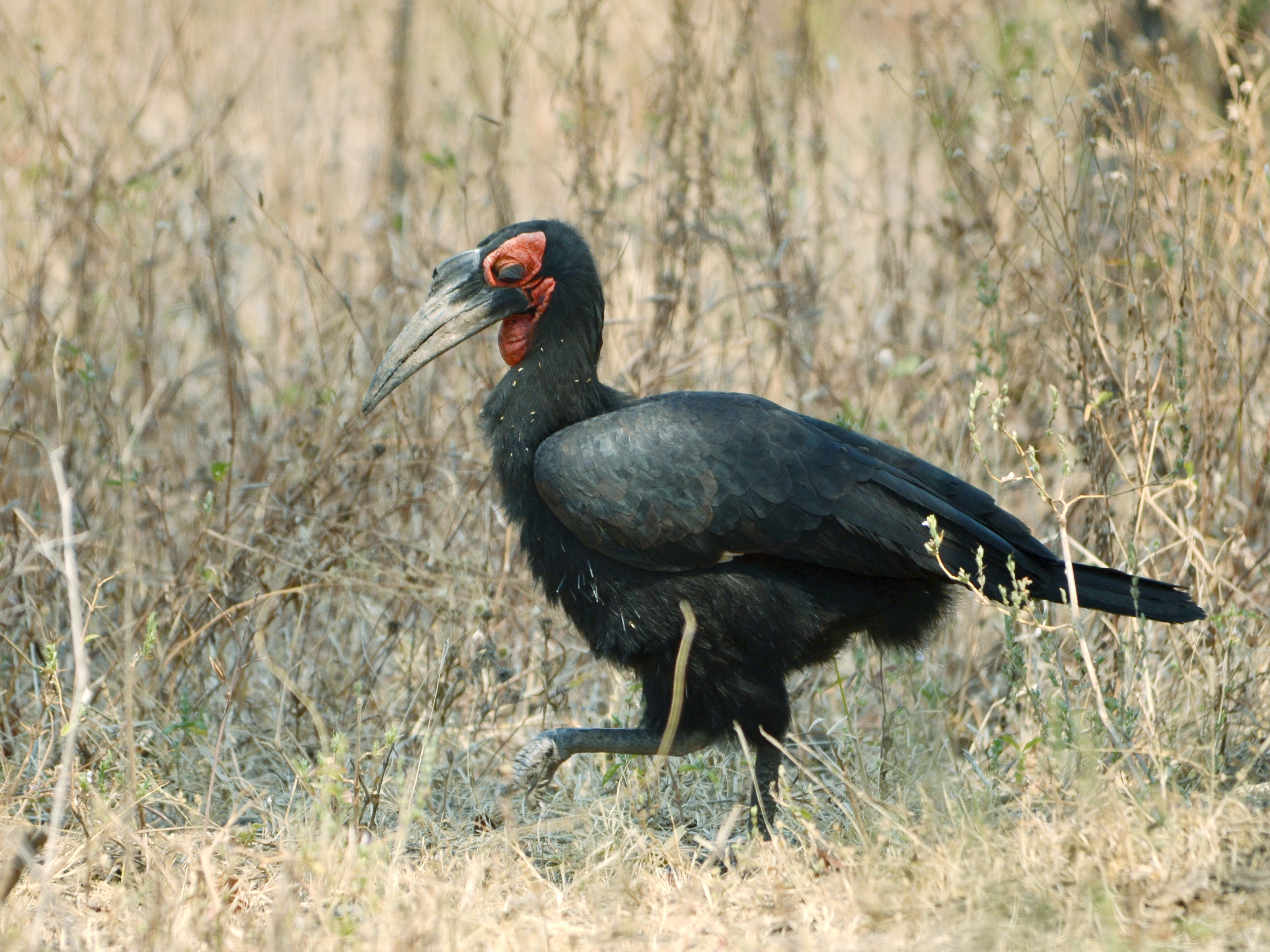
Mannetje

### Gedrag
Zuidelijke hoornraven leven in groepen van twee tot acht vogels. Eén paar uit de groep broedt en de rest helpt bij het verdedigen van het territorium. Er wordt genesteld in boomholten of in rotsspleten. Het legsel bestaat meestal uit twee eieren waaruit vaak maar één jong met succes wordt grootgebracht. De voortplantingssnelheid is zeer laag. Uit een Zuid-Afrikaanse studie bleek dat een groep maar eens in de negen jaar met succes één jong grootbracht.

## Verspreiding en leefgebied

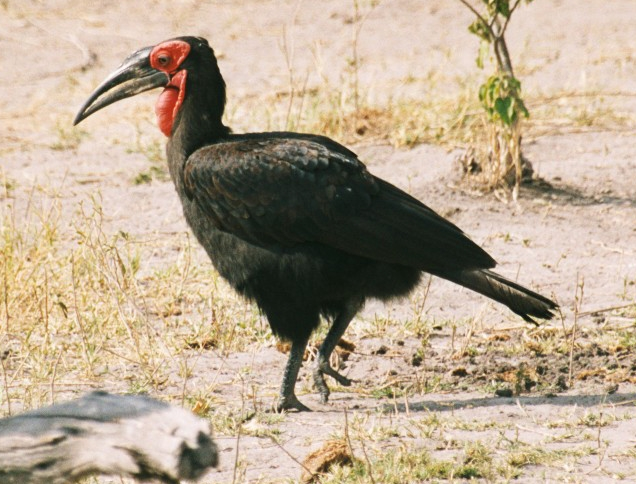
Een zuidelijke hoornraaf in Moremi National Park in de Okavangodelta (Botswana)

Het verspreidingsgebied van de zuidelijke hoornraaf sluit in het zuidoosten van Oeganda en het noordwesten van Kenia aan bij dat van de noordelijke hoornraaf. Verder komt de zuidelijke hoornraaf voor in Angola, Botswana, Boeroendi, Congo-Kinshasa, Malawi, Mozambique, Namibië, Rwanda, Zuid-Afrika, Swaziland, Tanzania, Zambia en Zimbabwe.
Het leefgebied bestaat uit savanne, droge, open bosgebieden en aangrenzende droge graslanden tot een hoogte van 3.000 m boven de zeespiegel in Oost-Afrika.

## Status
De zuidelijke hoornraaf heeft te lijden onder verlies aan leefgebied vooral door het verdwijnen van geschikte nestgelegenheid. Hoge bomen worden gekapt om plaats te maken voor weidegronden of landbouw of gaan door branden verloren of worden vernietigd door savanneolifanten (Loxodonta africana). Hoewel de vogel vroeger als heilig en/of nuttig werd beschouwd, worden deze noties anno 2010 minder gekoesterd. De vogel wordt als hinderlijk beschouwd omdat hij soms ruiten vernielt waarin hij zijn spiegelbeeld als indringer te lijf gaat. Vogels worden gedood omdat dit de droogte zou verdrijven en vogels vliegen zich dood tegen hoogspanningskabels. Het veiligst is de vogel nog in natuurparken. Daarom is in 2010 de zuidelijke hoornraaf als kwetsbaar op de Rode Lijst van de IUCN gezet.